# Giải Viện Hàn lâm Nhật Bản lần thứ 46
Giải Viện Hàn lâm Nhật Bản lần thứ 46 (第46回日本アカデミー賞 dai 46 kai nihon akademishou) là lễ trao giải lần thứ 46 của Giải Viện Hàn lâm Nhật Bản, giải thưởng được trao bởi Viện Hàn lâm Nhật Bản và Hiệp hội Sho để vinh danh những tác phẩm, sự cống hiến trong quá trình làm phim.

## Đề cử và đoạt giải

### Giải thưởng
| Phim điện ảnh xuất sắc của năm | Phim hoạt hình xuất sắc của năm |
| --- | --- |
| - A Man - Shin Ultraman - Phases of the Moon - Anime Supremacy! - Wandering | - The First Slam Dunk - Inu-Oh - Cô thành trong gương - Khóa chặt cửa nào Suzume - One Piece Film: Red |
| Đạo diễn xuất sắc nhất của năm | Biên kịch xuất sắc nhất của năm |
| - Ishikawa Kei – A Man - Koizumi Takashi – The Pass: Last Days of the Samurai - Higuchi Shinji – Shin Ultraman - Hiroki Ryūichi – Phases of the Moon - Yoshino Kōhei – Anime Supremacy!                                        | - Mukai Kōsuke – A Man - Koizumi Takashi – The Pass: Last Days of the Samurai - Hashimoto Hiroshi – Phases of the Moon - Hayakawa Chie – Plan 75 - Masaike Yōsuke – Anime Supremacy! |
| Nam diễn viên chính xuất sắc nhất | Nữ diễn viên chính xuất sắc nhất |
| - Tsumabuki Satoshi – A Man - Abe Sadao – Lesson in Murder - Oizumi Yo – Phases of the Moon - Ninomiya Kazunari – Fragments of the Last Will - Matsuzaka Tori – Wandering                                                      | - Kishii Yukino – Small, Slow But Steady - Non – The Fish Tale - Baisho Chieko – Plan 75 - Hirose Suzu – Wandering - Yoshioka Riho – Anime Supremacy! |
| Nam diễn viên phụ xuất sắc nhất | Nữ diễn viên phụ xuất sắc nhất |
| - Kubota Masataka – A Man - Emoto Tasuku – Anime Supremacy! - Sakaguchi Kentaro – Hell Dogs - Meguro Ren – Phases of the Moon - Yokohama Ryusei – Wandering                                                                    | - Ando Sakura – A Man - Arimura Kasumi – Phases of the Moon - Ono Machiko – Anime Supremacy! - Seino Nana – A Man - Seino Nana – Vương giả thiên hạ 2: Đại địa viễn chinh - Nagano Mei – Motherhood - Honoka Matsumoto – It's in the Woods                                                                |
| Âm nhạc xuất sắc nhất | Quay phim xuất sắc nhất |
| - Radwimps / Jin'nouchi Kazuma – Khóa chặt cửa nào Suzume - Ike Yoshihiro – Anime Supremacy! - Takami Yū – Whisper of the Heart - Cicada – A Man - Fukushige Mari – Phases of the Moon                                         | - Ichikawa Osamu / Suzuki Keizō – Shin Ultraman - Ueda Masaharu / Kitazawa Hiroyuki – The Pass: Last Days of the Samurai - Kondō Ryūto – A Man - Sakō Akira – Vương giả thiên hạ 2: Đại địa viễn chinh - Hong Kyung-pyo – Wandering                                                                       |
| Đạo diễn ánh sáng xuất sắc nhất | Chỉ đạo nghệ thuật xuất sắc nhất |
| - Yoshikado Sōsuke – Shin Ultraman - Yamakawa Hideaki – The Pass: Last Days of the Samurai - Sō Kenjirō – A Man - Kase Hiroyuki – Vương giả thiên hạ 2: Đại địa viễn chinh - Nakamura Yūki – Wandering                         | - Hayashida Yūji – Shin Ultraman - Isomi Toshihiro / Tsuyuki Emiko – Fragments of the Last Will - Ozawa Hidetaka – Vương giả thiên hạ 2: Đại địa viễn chinh - Kanda Satoshi – Anime Supremacy! - Sakushima Eri – A Man                                                                                    |
| Thu âm xuất sắc nhất | Biên tập xuất sắc nhất |
| - Ogawa Takeshi – A Man - Tanaka Hironobu / Yamada Haru – Shin Ultraman - Fukada Akira – Phases of the Moon - Yano Masahito – The Pass: Last Days of the Samurai - Yokono Kazushiko – Vương giả thiên hạ 2: Đại địa viễn chinh | - Ishikawa Kei – A Man - Aga Hideto – The Pass: Last Days of the Samurai - Ueno Sōichi – Anime Supremacy! - Kurihara Yōhei / Anno Hideaki – Shin Ultraman - Nomoto Minoru – Phases of the Moon |
| Phim nước ngoài xuất sắc nhất | Diễn viên triển vọng của năm |
| - Phi công siêu đẳng Maverick - Avatar: Dòng chảy của nước - CODA - Người Nhện: Không còn nhà - RRR | - Ono Karin – Anime Supremacy! - Kikuchi Hinako – Phases of the Moon - Fukumoto Riko – Even If This Love Disappears From the World Tonight - Nukumi Meru – My Boyfriend in Orange - Arioka Daiki – Shin Ultraman - Banka Ichiro – Sabakan - Matsumura Hokuto – xxxHolic - Meguro Ren – Phases of the Moon |
| Giải thưởng Đặc biệt | Giải thưởng Thành tích từ Chủ tịch Hiệp hội |
| - Đội ngũ âm nhạc của bộ phim One Piece Film: Red | - Itō Shunya - Kayama Yūzō - Mochizuki Hideki |
| Giải thưởng Đặc biệt từ Hiệp hội | Giải thưởng Đặc biệt từ Chủ tịch Hiệp hội |
| - Amemiya Masanobu - Kawamoto Shōhei - Koike Naomi - Fukuoka Yasuhiro | - Onchi Hideo - Matsuda Hiro'o - Kawamura Mitsunobu - Ishii Iwao - Ōmori Kazuki - Sai Yoichi |